# Homoneura caloptera
Homoneura caloptera är en tvåvingeart som först beskrevs av Kertesz 1915.  Homoneura caloptera ingår i släktet Homoneura och familjen lövflugor.
Artens utbredningsområde är Taiwan. Inga underarter finns listade i Catalogue of Life.